# Museo Regional de Cholula
El Museo Regional de Cholula, ubicado en el municipio de San Andrés Cholula, junto a la gran pirámide de Cholula y la zona arqueológica de Cholula,  es una institución cultural pública. Este museo cuenta entre sus salas de exposición con una amplia variedad de colecciones que van desde el arte prehispánico, el arte virreinal, el arte contemporáneo hasta el arte popular. No confundir con el Museo de Sitio de Cholula, ubicado a dos calles. 
Inaugurado el 23 de enero de 2017 el Museo Regional de Cholula formó parte del proyecto de detonación turística en los municipios de San Andrés Cholula y San Pedro Cholula por su nombramiento como Pueblo Mágico. La palabra Cholula deriva del vocablo náhuatl Cholollan, que significa "donde abunda el agua que fluye".

## Historia del inmueble

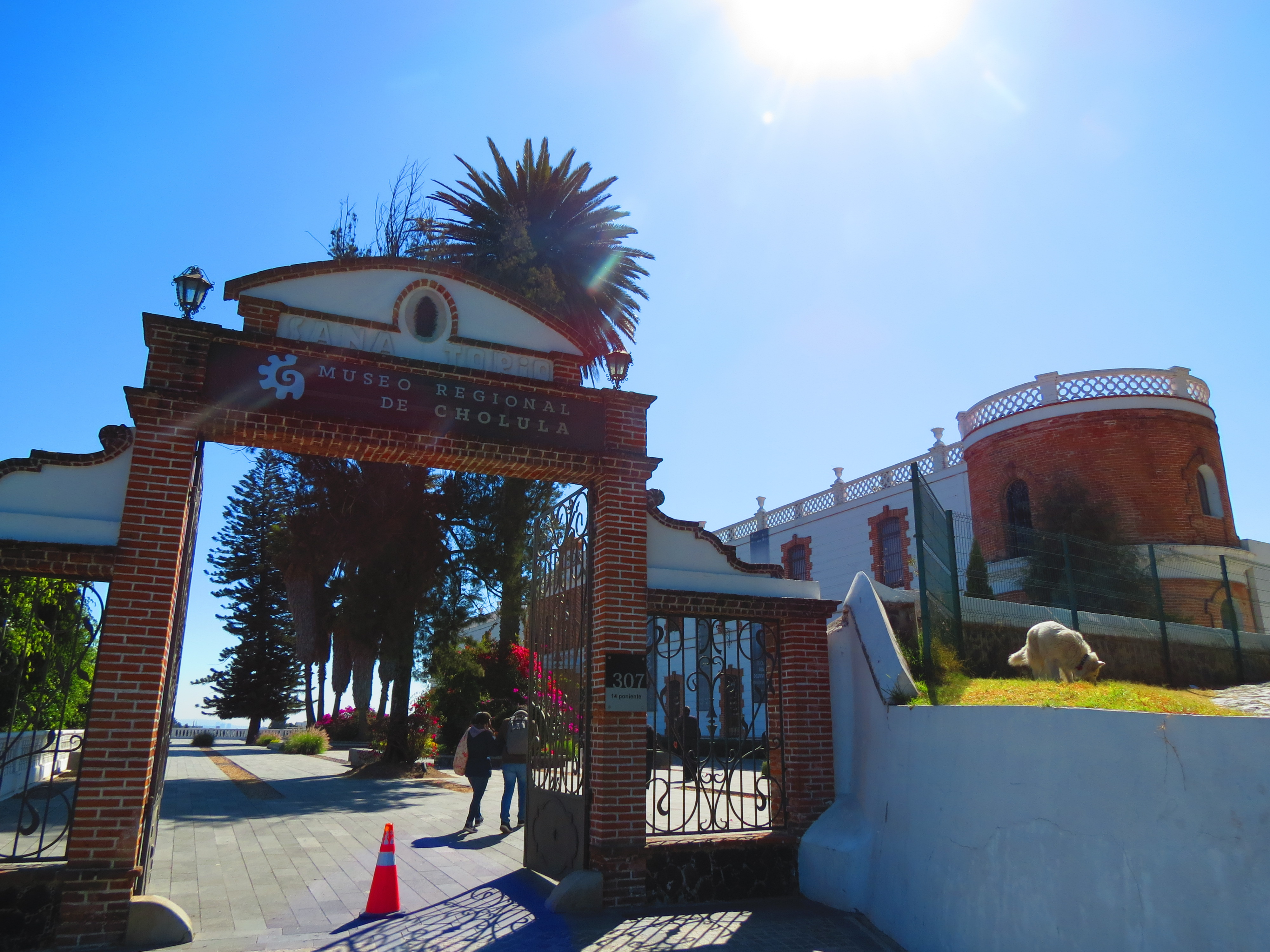
Porton de entrada al patio principal del Museo Regional de Cholula

El establecimiento del hospital psiquiátrico a las faldas de la gran pirámide de Cholula, Tlachihualtepetl,  surgió como parte del acuerdo hecho entre Rita Canelo y la orden Hospitalaria de San Juan de Dios, conocidos como los "Juaninos", puesto que el hijo de la Viuda de Rejón padecía una enfermedad mental que le impedía vivir con normalidad, y requería de atención médica, situación imposible de solventar, puesto que en esa época en Puebla no había instituciones mentales, por lo cual su madre adquirió un terreno al pie del Tlachihualtepetl  y en convenio con la orden originaria de Granada, España, edificaron este sanatorio. Fue a inaugurado en 1910 – año constado en una inscripción en la espadaña de este lugar – que, con la bendición del arzobispo de Puebla, don José Ramón Ibarra y González, dando así inicio a los 103 largos años de servicio que brindó esta importante institución. El nosocomio llevó por nombre "Sanatorio de Nuestra Señora de Guadalupe", siendo el primero en su tipo en el estado de Puebla.
El edificio tuvo como contexto estilístico el final de la época porfiriana, edificándose al estilo francés: ventanas y columnas de hierro, bóvedas catalanas, amplios jardines, uso de balaustradas en pasillos y terrazas, remates en fachadas con macetones como ornamentos, entre otros elementos decorativos. Al paso de los años, con los diversos donativos que se iban procurando, se pudieron construir ocho pabellones en total a lo largo de su superficie. Delimitada al oriente, poniente y sur por gruesas bardas de adobe que enmarcan este imponente inmueble asentado en parte de la estructura de la gran pirámide. 
Los hermanos Juaninos tradicionalmente ofrecían sus cuidados por medio de oraciones, actividades adecuadas, reposo, meditación, reflexión y una terapéutica particular. En el primer patio aún existe una campana que se utilizaba para indicar a los enfermos las horas de comida, rezos y otras actividades. Décadas después, se incorporarían médicos profesionales. Se sabe que los padres Juaninos eran autosuficientes en muchos aspectos, ya que mantenía pequeñas granjas con vacas, gallinas, puercos, etc., así como huertos con árboles frutales y plantas de distintas variedades (aguacate, toronja, limón, guayaba, durazno, manzana, granada, naranja, sábila, romero, lavanda, jitomate, papas, milpa, etc.).
El sanatorio juanino dejó de operar durante algunos lapsos, entre ellos, el inicio de la Revolución Mexicana y durante la Guerra Cristera. Tiempo después, el inmueble se convirtió en un lugar importante para la región, un sitio de referencia, que llegó a incorporarse paulatinamente al imaginario colectivo cholulteca y poblano.

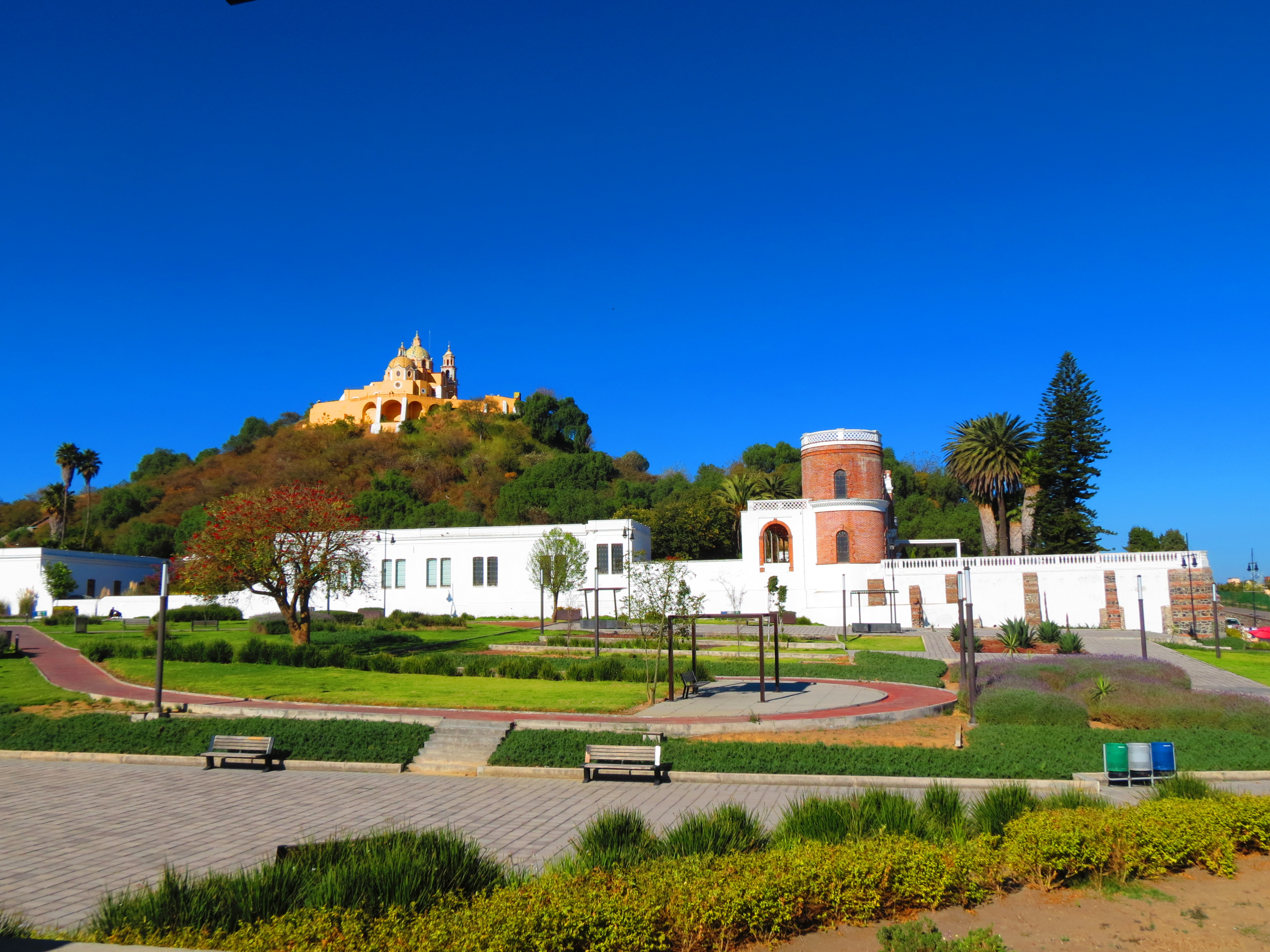
Vista lateral del Museo Regional de Cholula.

Con el avance de la psiquiatría, de su terapéutica y fármacos, fue posible que muchos de estos pacientes, pudiesen ser reincorporados a su vida familiar y social, para dejar el confinamiento en aquellos lugares tildados como “manicomios”, lo que sucedió en el hospital que nos ocupa. En buena medida ésta y las dificultades para sostener instituciones de tal magnitud, son algunas de las razones del abandono o del cambio de vocación de este tipo de espacios, algunos de ellos logrando ser revalorados y, por lo tanto, reutilizados con diversos propósitos, en este caso el cultural, mismo que ha resultado muy oportuno, y actualmente indispensable para la ardua tarea de conformar la identidad histórica de las comunidades de Cholula mediante distintas estrategias.El hospital permaneció en funciones de 1910 al 2013.
Hoy día este museo forma parte del Organismo Público Descentralizado  “Museos Puebla” dependiente de la Secretaría de Cultura del Gobierno del Estado de Puebla.

## Salas de Exposiciones Permanentes

#### Valle de los Volcanes
Sala que da a conocer la diversidad orográfica de la región Puebla-Tlaxcala, delimitando en primer lugar el espacio geográfico que coronan los volcanes Popocatépetl e Iztaccíhuatl; de igual modo se relata la historia geológica que ha moldeado la sierra nevada y a los colosos que la dominan y la vital relación que tienen con los diferentes asentamientos humanos de la región, impactando en la cutura, la ciencia así como en sus usos y costumbres, como la arqueoastronomía. 

#### Cholula Cruce de Caminos
Esta sala narra la importancia de la Cholula prehispánica como un centro regional y ruta comercial y de tributos de diversos pueblos mesoamericanos; en esta sala se exponen diversas piezas arqueológicas no solo de Cholula, sino de gran parte del país y de igual modo no solo de un periodo concreto, puesto que en la sala se mezclan piezas desde el preclásico hasta el postclásico mesoamericanos, al igual que se expone una sección digital interactiva dedicada al panteón mexica en la que se muestran diversos dioses.

#### Virreinal: siglos XVI a XVIII.
Esta sala expone entre sus muros una colección de pintura que abarca los siglos XVI a XVIII, en ellos los cuadros de temas principalmente religiosos nos narran el proceso de evangelización de diversos pueblos mesoamericanos y nos guían por la sociedad virreinal de poblaciones como la milenaria Cholula. 

#### El Tlachihualtépetl, los Orígenes
En esta sala se muestran a través de diversas piezas arqueológicas de la región de Cholula –entre las que destaca una amplia colección cerámica–  y con el apoyo de material audiovisual se muestran los primeros asentamientos humanos en el valle Puebla-Tlaxcala, además de los orígenes del Tlachihualtépetl –cerro hecho a mano– y las diversas etapas constructivas de la que es la pirámide (tanto en área total así como en base) más grande del mundo.

#### Tollan Cholollan, El Resurgimiento
Esta sala narra las migraciones de pueblos de origen Olmeca Xicalanga y Tolteca Chichimeca que aportaron prosperidad y desarrollo a la ciudad de Cholula, convirtiéndola en un centro ceremonial, lugar de peregrinaciones, así como un importante núcleo comercial. Dicha ciudad sagrada, hasta nuestros días sigue siendo un lugar de profundas tradiciones y costumbres ancestrales, vinculada históricamente con la adaptación de los milenarios cultos precolombinos devenidos en los actuales de cristianismo católico. Sobresale la replica en tamaño real del Lienzo de Quauhquechollan. 

#### Sala de Alebrijes
La sala muestra coloridas artesanías muestran este tipo de piezas artísticas, se muestra parte de la colección de la familia de Pedro Linares,  creador de los alebrijes del cual se caracterizan piezas hechas en cartonería, la segunda sección de la sala está dedicada a los alebrijes de madera de copal, tradicionales de algunas regiones oaxaqueñas; cada uno de ellos surgidos del imaginario moderno mexicano, figuras fantásticas con tradiciones artesanales y de manufactura mexicana.

#### Arte popular del Estado de Puebla
Una magnifica selección de obras maestras de las 32 regiones de Estado de Puebla, realizadas por artesanos poblanos, marcando un amplio panorama de manufactura  que enmarca en su exposición diversas artesanías, artes decorativas y demás manufacturas elaboradas a lo largo del territorio poblano, para una mejor distribución del espacio la sala está dividida por temáticas, en la primera parte se concentran los utensilios de cocina proviniendo estos de diferentes regiones del estado, en la segunda sección se encuentran las piezas de índole religioso como el "Altar de Dolores", seguidas estas por las artes decorativas, la cuarta sección es relativa al carnaval de Huejotzingo y  otras danzas festivas, esta sección es seguida de una relativa a la celebración del Día de Muertos y ritos fúnebres, la sexta parte de la sala está dedicada a los textiles y sus diversas técnicas y simbolismo, finalmente la séptima sección es referente a la talavera, a sus técnicas y algunas innovaciones en este arte así como algunas muestras de arte plumario.

#### Galería (Sala Juaninos)
Dicho espacio está dedicado a la Orden hospitalaria de San Juan de Dios, fundadora del inmueble y haciéndolo funcionar como un nosocomio bajo el nombre de “Sanatorio de Nuestra Señora de Guadalupe”, dedicado exclusivamente a la atención de las enfermedades mentales, de igual modo en la sala podemos encontrar parte de la importante historia de la medicina psiquiátrica en México.

### Exposiciones Temporales
Exposiciones temporales más emblemáticas que ha tenido el espacio cultural sobresalen:
Xochitiotzin. Cien Años. Muralista forjado en Puebla.
Mirada Ancestral, Arte en 3D.
“La Gran Cholula de los Toltecas y Chichimecas”